# Lengua de señas turca
La lengua de señas turca (en turco: Türk İşaret Dili, TİD) es la lengua de señas de las personas sordas en Turquía.
No está claro si deriva de la lengua de señas otomana.